# Moûtiers
Moûtiers este o comună în departamentul Savoie din sud-estul Franței. În 2009 avea o populație de 3.863 de locuitori.

## Evoluția populației
| An        | 1975  | 1982  | 1990  | 1999  | 2006  | 2009  |
| --------- | ----- | ----- | ----- | ----- | ----- | ----- |
| Populație | 4.187 | 4.342 | 4.295 | 4.151 | 3.936 | 3.863 |